# Alexa Davalos
Alexa Davalos Dunas (París, 28 de mayo de 1982) es una actriz francesa. Famosa por su papel de Kyra en Las crónicas de Riddick y Juliana Crain en The Man in the High Castle.

## Biografía
Davalos nació en Francia de padres estadounidenses, el fotógrafo Jeff Dunas y la actriz Elyssa Davalos, hija del actor Richard Davalos. Dávalos pasó la mayor parte de su infancia en Francia e Italia, antes de establecerse en Nueva York. Ella ha dicho: «Tiendo a maldecir en francés con más frecuencia que en inglés».
Tiene ascendencia española y finlandesa por parte de su madre. Su apellido se escribiría originalmente «Dávalos» en español, con tilde en la primera «a». La familia de su padre es judía (sus antepasados paternos vivieron en Vilnius en Lituania). Se crio «sin mucha religión», aunque asistió a la escuela hebrea durante un tiempo.
Dávalos se puso en camino por su cuenta a los 17 años y se mudó a la ciudad de Nueva York. Se mantuvo modelando para fotógrafos como Peter Lindbergh. «Tenía una misión», recuerda. «Quería estar en el mundo, hacer mis propias cosas. Trabajando en un teatro, descubrí que realmente quería actuar». Su pasión pronto creció hacia la actuación, y asistió al Off-Broadway Flea Theatre en Nueva York.

## Carrera
En 2002, Davalos coprotagonizó con Charlie Hofheimer el cortometraje The Ghost of F. Scott Fitzgerald, que se proyectó en el Festival Internacional de Cine de Toronto de 2002. En septiembre de 2003, fue vista junto a Antonio Banderas en la película de HBO And Starring Pancho Villa como Himself. Davalos hizo su debut cinematográfico en 2004 protagonizando Las crónicas de Riddick como Jack / Kyra.
Davalos también apareció como la sobrehumana Gwen Raiden en tres episodios del programa de televisión Ángel y en 2005 coprotagonizó el programa de Fox Reunion. En 2007, apareció en el drama romántico Feast of Love, protagonizada por Greg Kinnear y Morgan Freeman. También interpretó a Sally en The Mist (dirigida por Frank Darabont), coprotagonizada por Thomas Jane, Laurie Holden y Marcia Gay Harden.
En 2008, Davalos interpretó al interés amoroso de Daniel Craig en la película de guerra Defiance, dirigida por Edward Zwick. Interpretó a Andrómeda en la nueva versión de Furia de titanes, junto a Sam Worthington, Ralph Fiennes y Liam Neeson. No regresó para la secuela de 2012, Wrath of the Titans, debido a un conflicto de programación.
En 2013, se reunió nuevamente con Frank Darabont para interpretar a la protagonista femenina en la serie de televisión Mob City. Dos años después, en 2015, protagonizó The Man in the High Castle interpretando a Juliana Crain.
En 2019, hizo una breve aparición en The Punisher, junto con la estrella Jon Bernthal; ambos también estuvieron en Mob City.

## Vida personal
Davalos es una amiga cercana de la actriz Amanda Righetti y fue la dama de honor de Righetti en su boda. Dávalos se considera una «idiota» y le encanta viajar y leer. Protege su vida privada diciendo: «Creo que es una elección. Creo que es una elección consciente, y lo que permites que te afecte y lo que no».
Davalos se casó con el actor Josh Stewart el 19 de mayo de 2019. Ambos fueron coprotagonistas de la segunda temporada de la serie de Netflix The Punisher.

## Filmografía

### Películas
| Año  | Título                           | Personaje               | Notas                                |
| ---- | -------------------------------- | ----------------------- | ------------------------------------ |
| 2002 | Coastlines                       | La Novia De Eddie Vance |                                      |
| 2002 | The Ghost of F. Scott Fitzgerald | Bess Gunther            | Cortometraje                         |
| 2004 | Las crónicas de Riddick          | Kyra                    |                                      |
| 2007 | El juego del amor                | Chloe Barlow            |                                      |
| 2007 | La niebla (The Mist)             | Sally                   | Basada En Un Cuento De Stephen King. |
| 2008 | Resistencia (Defiance)           | Lilka Ticktin           |                                      |
| 2010 | Furia de titanes                 | Andrómeda               | Remake De La Película De 1981.       |

### Televisión
| Año       | Título                               | Personaje        | Notas                                                      |
| --------- | ------------------------------------ | ---------------- | ---------------------------------------------------------- |
| 2002      | Untitled Secret Service Project      | Eliza Randolph   | Piloto                                                     |
| 2002      | Undeclared                           | Susan            | Episodio: "The Day After"                                  |
| 2002–2003 | Angel                                | Gwen Raiden      | Episodios: "Ground State", "Long Day's Journey", "Players" |
| 2003      | And Starring Pancho Villa as Himself | Teddy Sampson    | Película De TV                                             |
| 2005–2006 | Reunion                              | Samantha Carlton | Regular En La Serie                                        |
| 2006      | Surrender, Dorothy                   | Sara             | Película de TV                                             |
| 2007      | Raines                               | Sandy Boudreau   | Episodio: "Piloto"                                         |
| 2013      | Mob City                             | Jasmine Fontaine | Regular En La Serie                                        |
| 2015–2019 | The Man in the High Castle           | Juliana Crain    | Protagonista                                               |
| 2019      | The Punisher                         | Beth Quinn       | Regular En La Serie                                        |
| 2021      | FBI: Most Wanted                     | FBI Agent        | Regular En La Serie                                        |